# Torre de Salipota
Torre de Salipota és una torre de defensa en desús del municipi de Súria (Bages) declarada bé cultural d'interès nacional. És una torre rodona de guaita, medieval a l'altra banda del Cardener.

## Descripció
Construcció defensiva sorgida al llarg dels s.IX o X en les zones frontereres amb els moros. Enclavada a la riba esquerra del riu Cardener. Construïda amb pedra, carreus i argamassa per a ser ben consistent presenta un aspecte exterior bastant malmès en la part inferior, principalment en la porta on hi manca tota una renglera de carreus, la més exterior. El sistema constructiu està basat en la disposició dels carreus en cercle fent capes successives per donar amplada al mur. La planta és circular i tot l'exterior és llis i sense obertures a excepció d'una finestra en la part superior i que mira al riu. En la part més alta de la torre hi havia els merlets avui en dia no en queden ni els vestigis.
A mitjans del segle xix aquesta torre formava part de la línia de telegrafia òptica militar Barcelona-Manresa-Solsona.
En l'interior veiem l'existència de dos pisos amb una semi-volta amb òcul al mig que feia de separació entre el pis inferior i el superior. El gruix dels murs és d'uns 90 cms.